# Jan Axel Blomberg
Jan Axel Blomberg (n. 2 august 1969), mai bine cunoscut sub numele de scenă Hellhammer, este bateristul formației norvegiene de black metal Mayhem. Este triplu câștigător al premiului Spellemannprisen - cu The Kovenant în 1998 și 1999 și cu Mayhem în 2007.

## Biografie
Hellhammer și-a început cariera muzicală în 1987, la vârsta de 18 ani. El împreună cu Steinar Sverd Johnsen și Marius Vold au înființat formația de death metal Mortem. În 1990 cei trei au schimbat numele formației din Mortem în Arcturus, schimbându-și și genul muzical din death metal în avant garde metal.
În 1988 Hellhammer s-a alăturat formației Mayhem (la aproximativ șase luni de la venirea lui Dead). În 1990 se mută împreună cu ceilalți membri Mayhem într-o casă dintr-o pădure de lângă Oslo unde cei patru încep să lucreze pentru albumul de debut De Mysteriis Dom Sathanas. Tot în 1990 înregistrează albumul live Live in Leipzig. În 1991 Dead se sinucide; Necrobutcher, fiind afectat de moartea acestuia, părăsește formația. În locul lor vin Attila Csihar, respectiv Count Grishnackh. În această componență Mayhem înregistrează De Mysteriis Dom Sathanas. În 1993 Count Grishnackh îl ucide pe Euronymous. Lansarea albumului a fost amânată de către părinții lui Euronymous care acum deveniseră proprietarii Deathlike Silence Productions. Aceștia erau nemulțumiți de prezența ucigașului fiului lor pe album. Hellhammer i-a asigurat pe părinții lui Euronymous că va reînregistra el personal chitara bas, dar nu a făcut asta (pentru simplul motiv că nu știa să cânte la chitară), așa că varianta finală a albumului a rămas cu Grishnackh la chitară bas.
În 1995 Hellhammer revitalizează Mayhem cu ajutorul lui Necrobutcher, Maniac și Blasphemer. Tot în 1995 are scurte colaborări cu Emperor și Immortal. În următorul an Arcturus lansează albumul de debut Aspera Hiems Symfonia.
În 1998 Hellhammer s-a alăturat formației Covenant (ulterior The Kovenant). Tot în 1998 el împreună cu Carl August Tidemann (cu care a mai colaborat în Arcturus), Andy Winter și Lars Eric Si au înființat Winds.
În 2004 Hellhammer împreună cu Andy Winter și Lars Eric Si (toți trei membri și în Winds) au înființat formația Age of Silence.
Hellhammer a mai colaborat și cu alte formații, cele mai notabile dintre aceste colaborări fiind cele cu Dimmu Borgir, Thorns, Troll, Shining și Antestor.
Hellhammer a stârnit controverse prin afirmațiile sale rasiste, utilizarea svasticii în materiale promoționale și atitudinea sa anti-homosexuală.

## Discografie
cu Arcturus
- cu numele inițial Mortem Slow Death (Demo) (1989)
- Promo 90 (Demo) (1990)
- My Angel (Single) (1991)
- Constellation (EP) (1994)
- Aspera Hiems Symfonia (Album de studio) (1996)
- La Masquerade Infernale (Album de studio) (1997)
- The Sham Mirrors (Album de studio) (2002)
- Sideshow Symphonies (Album de studio) (2005)
- Shipwrecked in Oslo (DVD) (2006)

cu Mayhem
Informații suplimentare: Mayhem#Discografie
cu The Kovenant
- cu numele inițial Covenant Nexus Polaris (Album de studio) (1998)
- Animatronic (Album de studio) (1999)
- S.E.T.I. Club (EP) (2003)
- S.E.T.I. (Album de studio) (2003)

cu Winds
- Of Entity and Mind (EP) (2001)
- Reflections of the I (Album de studio) (2002)
- The Imaginary Direction of Time (Album de studio) (2004)
- Prominence and Demise (Album de studio) (2007)

cu Mezzerschmitt
- Weltherrschaft (EP) (2002)

cu Age of Silence
- Acceleration (Album de studio) (2004)
- Complications - Trilogy of Intricacy (EP) (2005)

cu Troll
- The Last Predators (Album de studio) (2000)
- Universal (Album de studio) (2001)

cu Thorns
- Thorns (Album de studio) (2001)

cu Shining
- III - Angst - Självdestruktivitetens Emissarie (Album de studio) (2002)
- IV - The Eerie Cold (Album de studio) (2005)

cu Antestor
- Det Tapte Liv (EP) (2004)
- The Forsaken (Album de studio) (2005)

cu Dimmu Borgir
- Stormblåst MMV (Album de studio) (2005)
- In Sorte Diaboli (Album de studio) (2007)

cu Umoral
- Umoral (EP) (2007)

cu Nidingr
- Wolf Father (Album de studio) (2010)